# Carbono 14 (álbum)
Carbono 14 fue el octavo álbum del grupo Vainica Doble. Es un álbum producido por Miguel Ángel Arenas “Capi”. La cubierta original fue diseñada por Txomín Salazar. Este disco buscó ampliar su público mediante colaboraciones con artistas como Alejandro Sanz, Miguel Bosé, Paco Clavel o Ismael Serrano

## Músicos de estudio
- Piano, teclados y programciones (de 1 a 9): Miguel A. Collado
- Guitarra eléctrica (en 1,3,6 y 7): Pepe Robles
- Batería (de 1 a 6 y en la 9): Enzo Filiponne
- Percusiones (en 1 y 4): Oswaldo Varona
- Bajo (de 1 a 8): José A. Gereñu (Gere)
- Trombón (en 4): Norman Hogue
- Guitarra acústica (de 1 a 3, en 5 y en 9): Joan Bibiloni
- Guitarra Flamenca(en 4): Manuel Palacín de Jesús
- Trompeta y fliscorno(en 4 y 8) y percusión (en 5 y 6): Raúl Pérez 'Lulo'

## Colaboraciones
- Miguel Bosé, Miguel Dantart, Ismael Serrano, Pepe de Lucía y Pepe Robles en "¡Oh, Jesús!"
- Alejandro Sanz en "Dame tu amor (Lo eres todo)"
- Así mismo pusieron voces: La Rata de Antequera, Jorge Berlanga, Paco Clavel, Germán Coppini, Víctor del Campo, Juan Francia, Iñaki Glutamato, José María Granados, Guillermo López, Fernando Márquez, Juan Matute, Luis Pastor y Álvaro Peire

## Lista de canciones
1. Pobrecito Satanás
2. Desde que eres mi 'marío' ya no te quiero
3. La escalera
4. La tía Marieta
5. ¡Oh Jesús!
6. Déjame tu sombra
7. El virus del ordenador
8. Por un más y por un menos
9. Dame tu amor (lo eres todo)
10. Juncal

- Datos: Q5748974